# Marcel Schroos

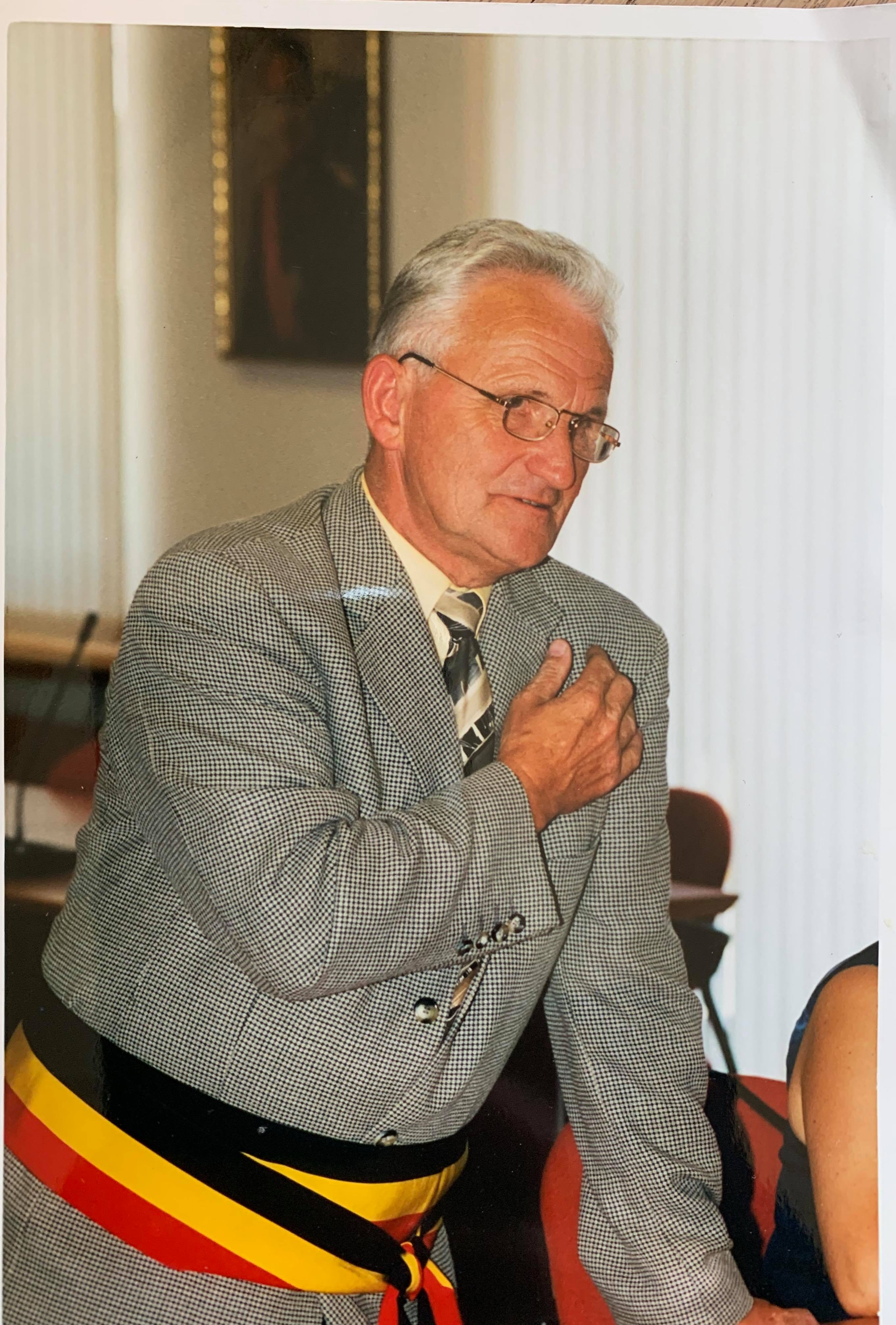

Marcel Schroos (Keerbergen, 5 augustus 1940 – 26 april 2011) was een Belgisch politicus en burgemeester. Hij was actief binnen de Keerbergse politiek gedurende de periode 1970-2000 en 2006-2012.

## Levensloop
Schroos werd geboren als jongste van zes kinderen. Na zijn middelbare school volgde hij een opleiding tot leerkracht in de normaalschool van Mechelen. Na zijn afstuderen werd Schroos leerkracht in het college te Mechelen. Na 16 dienstjaren werd hij directeur van de lagere scholen te Schriek en Grootlo. Gedurende deze periode besluit hij tevens actief te worden in de Keerbergse politiek. 
Hij kwam voor de eerste keer op in 1970 met een lokale partij, te weten "De Vergeten Hoeken". Na een persoonlijke goede score te halen, belandde hij in de gemeenteraad.
Hij kwam voor de tweede keer op met de verkiezingen van 10 oktober 1976, als lijsttrekker van de CVP. Na een goed resultaat besloot hij een coalitie aan te gaan met de toenmalige SP en Vld. In deze coalitie was hij actief als burgemeester. Bij de verkiezingen op 10 oktober 1982 ging het uittredende college van de burgemeester met één lijst naar de kiezer (combinatie van CVP en de lokale partij KGBC). Na net de meerderheid te halen (11 van de 21 zetels) besloot de CVP na 2 jaar een coalitie aan te gaan met een lid van de toenmalige SP om zo een ruime en werkbare meerderheid te creëren. In deze coalitie was Schroos actief als burgemeester. 
Na verkiezingen van 9 oktober 1988 en 9 oktober 1994 vormde hij een coalitie met Vld. Ook in deze coalities was hij actief als burgemeester. Na de ambtstermijn 1994-2000 besloot hij niet meer op te komen, onder andere vanwege conflicten in de gemeenteraad. Na een pauze kwam Schroos terug met een eigen lijst, de Lijst Schroos. Hiermee deed hij in 2006 mee, samen met N-VA als kartelpartner. Bij de verkiezingen van 8 oktober 2006 werd Marcel Schroos gemeenteraadslid. 
Gedurende zijn carrière als politicus realiseerde hij meerdere grote projecten, waaronder de aankoop van Pommelsven, de Kruisheide, de Broekelei en het Piervensbos, belangrijke uitbreidings- en verbeteringswerken aan de scholen, de bouw van de bibliotheek, de sporthal, de jeugdlokalen, de bejaardenwoningen alsook de bouw van het nieuwe administratieve centrum (nieuw gemeentehuis), gelegen op het Gemeenteplein. 
Hij is in 2001 benoemd tot ere-burgemeester van Keerbergen en kreeg in 2019 een straat naar hem vernoemd. Hij overleed op 26 april 2011 ten gevolge van een longziekte. Hij had 3 kinderen en 7 kleinkinderen.